# برونیسواو دارجینسکی
برونیسواو دارجینسکی (لهستانی: Bronisław Dardziński؛ ۳۰ دسامبر ۱۹۰۱ – ۱۳ مهٔ ۱۹۷۱) بازیگر اهل لهستان بود.
از فیلم‌ها یا برنامه‌های تلویزیونی که وی در آن نقش داشته‌است، می‌توان به دکتر مورک، لوتنا، فرعون و حقیقت اشاره کرد.